# Julian de Guzman
Julián Bobby de Guzmán (ur. 25 marca 1981 w Toronto) – piłkarz kanadyjski grający na pozycji lewego pomocnika w SSV Jahn Ratyzbona.

## Kariera klubowa
De Guzmán urodził się w Toronto w rodzinie jamajsko-filipińskiej. Pierwsze piłkarskie kroki w stawiał w amatorskim klubie North Scarborough Soccer Club. W 1997 roku wypatrzyli go skauci Olympique Marsylia i niedługo potem zawodnik trafił do Europy. Początkowo występował w drużynie młodzieżowej, a następnie przez 2 lata grywał w amatorskich rezerwach klubu, jednak nigdy nie dostał szansy debiutu w Ligue 1.
W 2000 roku Kanadyjczyk wyjechał do niemieckiego drugoligowego zespołu 1. FC Saarbrücken. W drugiej lidze niemieckiej zadebiutował 4 maja 2001 w spotkaniu ze Stuttgarter Kickers (1:0). Przez 2 lata w Saarbrücken zaliczył 21 spotkań, a w 2002 roku przeżył spadek do Regionalligi. Latem przeszedł do pierwszoligowego Hannoveru. W niemieckiej ekstraklasie swój pierwszy mecz zaliczył 25 sierpnia, a Hannover uległ w nim 1:3 1. FC Nürnberg. W zespole „Die Roten” występował przez trzy sezony, w tym dwa ostatnie w pierwszym składzie. Rozegrał 78 meczów i zdobył 2 gole, a największym sukcesem było zajęcie 10. miejsca w 2003 roku.
Latem 2005 de Guzmánowi skończył się kontrakt z niemieckim zespołem i na zasadzie wolnego transferu trafił do hiszpańskiego Deportivo La Coruña. Stał się tym samym pierwszym Kanadyjczkiem w hiszpańskiej lidze. W Primera División zadebiutował 21 września w zremisowanym 1:1 meczu z Betisem. W 2006 roku zajął z Deportivo 8. miejsce w La Liga.
| Sezon   | Klub                 | Kraj              | Rozgrywki             | Mecze | Bramki |
| ------- | -------------------- | ----------------- | --------------------- | ----- | ------ |
| 1998/99 | Olympique Marsylia B | Francja           | CFA                   | 4     | 0      |
| 1999/00 | Olympique Marsylia B | Francja           | CFA                   | 12    | 3      |
| 2000/01 | 1. FC Saarbrücken    | Niemcy            | 2. Fußball-Bundesliga | 2     | 0      |
| 2001/02 | 1. FC Saarbrücken    | Niemcy            | 2. Fußball-Bundesliga | 19    | 0      |
| 2002/03 | Hannover 96          | Niemcy            | Bundesliga            | 18    | 0      |
| 2003/04 | Hannover 96          | Niemcy            | Bundesliga            | 30    | 2      |
| 2004/05 | Hannover 96          | Niemcy            | Bundesliga            | 30    | 0      |
| 2005/06 | Deportivo La Coruña  | Hiszpania         | Primera División      | 22    | 1      |
| 2006/07 | Deportivo La Coruña  | Hiszpania         | Primera División      | 20    | 0      |
| 2007/08 | Deportivo La Coruña  | Hiszpania         | Primera División      | 35    | 0      |
| 2008/09 | Deportivo La Coruña  | Hiszpania         | Primera División      | 20    | 0      |
| 2009    | Toronto FC           | Kanada            | MLS                   | 5     | 0      |
| 2010    | Toronto FC           | Kanada            | MLS                   | 25    | 0      |
| 2011    | Toronto FC           | Kanada            | MLS                   | 10    | 0      |
| 2012    | FC Dallas            | Stany Zjednoczone | MLS                   | 12    | 1      |
| 2013    | SSV Jahn Ratyzbona   | Niemcy            | 2. Fußball-Bundesliga | 15    | 0      |

## Kariera reprezentacyjna
W reprezentacji Kanady de Guzmán zadebiutował 26 stycznia 2002 roku w zremisowanym 1:1 spotkaniu z Martyniką, rozegranym w ramach Złotego Pucharu CONCACAF 2002, wygranym przez Kanadę po serii rzutów karnych. W 2007 roku wystąpił w Złotym Pucharze CONCACAF i w pierwszym spotkaniu z Kostaryką (2:1) zdobył 2 gole. Kanada doszła do półfinału, a de Guzmán został uznany MVP turnieju.